# Ma direction
Ma direction è un singolo del gruppo rap Sexion d'Assaut, pubblicato il 6 marzo 2012 e tratto dall'album L'apogée.